# Tobias Foss
Tobias Foss (noruec bokmål: Tobias Svendsen Foss)  (Vingrom, 25 de maig de 1997) és un ciclista noruec, professional des del 2017 i actualment a l'Ineos Grenadiers.
Bon contrarellotgista, en el seu palmarès destaquen dos campionats de Noruega de contrarellotge, el 2021, 2022 i 2025, i el Campionat del Món de l'especialitat de 2022.

## Palmarès
- 2015
  -  Campió de Noruega júnior en ruta
  -  Campió de Noruega júnior en contrarellotge
  - 1r al Tour Nivernais Morvan júnior i vencedor de 2 etapes
- 2016
  -  Campió de Noruega sub-23 en contrarellotge
- 2019
  - 1r al Tour de l'Avenir
- 2021
  -  Campió de Noruega en ruta
  -  Campió de Noruega de contrarellotge
- 2022
  -  Campió del Món en contrarellotge
  -  Campió de Noruega de contrarellotge
- 2024
  - Vencedor d'una etapa al Tour dels Alps
- 2025
  -  Campió de Noruega de contrarellotge

### Resultats al Giro d'Itàlia
- 2020. No surt (10a etapa)
- 2021. 9è de la classificació general
- 2022. 54è de la classificació general
- 2024. 79è de la classificació general